# Mariental (Basse-Saxe)
Mariental est une municipalité allemande du land de Basse-Saxe et l'arrondissement de Helmstedt. En 2014, elle comptait 836 habitants.

## Source
- (de) Cet article est partiellement ou en totalité issu de l’article de Wikipédia en allemand intitulé « Mariental (Niedersachsen) » (voir la liste des auteurs).